# 富田蓮
富田 蓮（とみだ れん、2001年9月6日 - ）は、岐阜県養老郡養老町出身のプロ野球選手（投手）。左投左打。阪神タイガース所属。

## 経歴

### プロ入り前
養老町立東部中学校時代は硬式野球チーム「大垣ボーイズ」に所属していた。岐阜県立大垣商業高校では1年秋からベンチ入り。2年春の大会では背番号1を身に着け、夏の大会では県大会準優勝を経験した。3年夏の大会では準決勝へ進むも、前年夏の県大会決勝で敗れた大垣日本大学高等学校の前に再び敗れた。
2年夏の大会には当時三菱自動車岡崎で監督を務めていた野波尚伸が大垣日大に所属する長男の応援のため観戦に来ていた。この試合で富田の投球に目を付けた野波は3年夏の大会前に富田を三菱自動車の練習に招待し、高校卒業後は同社に入社することとなった。三菱自動車では入社1年目から公式戦に出場し、2年目以降は主力として活躍した。2022年10月4日には第4回WBSC U-23ワールドカップの日本代表に選抜され、開幕投手にも指名された。この大会では計4試合に先発し、防御率0.56と好投。日本代表を3大会ぶりの優勝へと導き、大会最優秀投手賞とベストナイン（先発投手部門）に表彰された。
2022年のドラフト会議で阪神タイガースから6位指名を受けた。富田はドラフト会議の行われた20日にはU-23W杯の対オーストラリア戦に登板しており、試合終了後にくじ引きで選ばれるドーピング検査を行っている最中に指名を知ったという。同球団には三菱自動車の先輩にあたる中野拓夢が在籍している。11月17日、契約金3500万円、年俸750万円という内容で仮契約を結んだ（金額はいずれも推定）。背番号は前年まで青柳晃洋が背負っていた50。

### 阪神時代
2023年は4月1日の対DeNA戦（京セラドーム大阪）の延長12回表にプロ初登板。その裏にチームがサヨナラ勝ちを収めたため、プロ初登板初勝利を記録した。6月9日の北海道日本ハムファイターズ戦（エスコンフィールドHOKKAIDO）でプロ初先発するも、3回3失点（自責点2）で敗戦投手となった。シーズン通算で9試合に登板し、1勝2敗、防御率4.50を記録。11月14日、200万円増の推定年俸950万円で契約を更改した。
2024年は33試合に登板し、0勝1敗4ホールド、防御率0.76を記録。11月26日、1850万円増となる推定年俸2800万円で契約を更改した。

## 選手としての特徴
球速以上にノビのある最速147km/hのストレートを武器とする左腕。変化球はスライダー、カーブ、チェンジアップ、フォークを投げる。

## 詳細情報

### 年度別投手成績
| 年 度     | 球 団     | 登 板 | 先 発 | 完 投 | 完 封 | 無 四 球 | 勝 利 | 敗 戦 | セ 丨 ブ | ホ 丨 ル ド | 勝 率 | 打 者 | 投 球 回 | 被 安 打 | 被 本 塁 打 | 与 四 球 | 敬 遠 | 与 死 球 | 奪 三 振 | 暴 投 | ボ 丨 ク | 失 点 | 自 責 点 | 防 御 率 | W H I P |
| --------- | --------- | ----- | ----- | ----- | ----- | -------- | ----- | ----- | -------- | ----------- | ----- | ----- | -------- | -------- | ----------- | -------- | ----- | -------- | -------- | ----- | -------- | ----- | -------- | -------- | ------- |
| 2023      | 阪神      | 9     | 2     | 0     | 0     | 0        | 1     | 2     | 0        | 0           | .333  | 66    | 16.0     | 14       | 2           | 5        | 0     | 0        | 10       | 0     | 0        | 11    | 8        | 4.50     | 1.19    |
| 2024      | 阪神      | 33    | 0     | 0     | 0     | 0        | 0     | 1     | 0        | 4           | .000  | 142   | 35.2     | 26       | 1           | 5        | 1     | 2        | 22       | 1     | 1        | 7     | 3        | 0.76     | 0.87    |
| 通算：2年 | 通算：2年 | 42    | 2     | 0     | 0     | 0        | 1     | 3     | 0        | 4           | .250  | 208   | 51.2     | 40       | 3           | 10       | 1     | 2        | 32       | 1     | 1        | 18    | 11       | 1.92     | 0.97    |

- 2024年度シーズン終了時

### 年度別守備成績
| 年 度 | 球 団 | 投手  | 投手  | 投手  | 投手  | 投手  | 投手     |
| 年 度 | 球 団 | 試 合 | 刺 殺 | 補 殺 | 失 策 | 併 殺 | 守 備 率 |
| ----- | ----- | ----- | ----- | ----- | ----- | ----- | -------- |
| 2023  | 阪神  | 9     | 0     | 2     | 0     | 1     | 1.000    |
| 2024  | 阪神  | 33    | 3     | 5     | 1     | 0     | .889     |
| 通算  | 通算  | 42    | 3     | 7     | 1     | 1     | .909     |

- 2024年度シーズン終了時

### 記録
初記録 
投手記録
- 初登板・初勝利：2023年4月1日、対横浜DeNAベイスターズ2回戦（京セラドーム大阪）、12回表に8番手で救援登板・完了、1回無失点[23]
- 初奪三振：同上、12回表に宮﨑敏郎から見逃し三振
- 初先発登板：2023年6月9日、対北海道日本ハムファイターズ1回戦（エスコンフィールドHOKKAIDO）、3回3失点（自責点2）で敗戦投手
- 初ホールド：2024年5月11日、対横浜DeNAベイスターズ7回戦（横浜スタジアム）、5回裏二死に2番手で救援登板、1回1/3無失点
- 初先発勝利：2025年4月5日、対読売ジャイアンツ2回戦（東京ドーム）、5回1失点

打撃記録
- 初打席：2023年9月27日、対中日ドラゴンズ25回戦（阪神甲子園球場）、3回裏にウンベルト・メヒアから投前犠打[24]

### 背番号
- 50（2023年 - ）

### 登場曲
- 「We are」ONE OK ROCK（2023年 - ）
- 「The Phoenix」Fall Out Boy (2024年 - )

### 代表歴
- 2022年 - 第4回 WBSC U-23ワールドカップ